# William Tatum Wofford
Pour les articles homonymes, voir Wofford.
William Tatum Wofford (28 juin 1824 - 22 mai 1884) est un officier pendant la guerre américano-mexicaine et un général dans l'armée des États confédérés pendant la guerre de Sécession.

## Avant la guerre
Wofford naît près de Toccoa dans le comté de Habersham, Géorgie, William H. Wofford et Nancy M. Tatum. En 1827, la famille de Wofford obtient un lot de terrain dans le comté de Cass (Bartow)  lors de la loterie foncière de Géorgie et s'y installe peu de temps après. En 1836, à l'âge de 13 ans, il est envoyé dans le Gwinnett Manual Labor Institute à Lawrenceville, en Géorgie. En 1839, il est diplômé du Gwinnett Institute et entre au Franklin College, qui fait maintenant partie de l'université de Géorgie. Il est diplômé du Franklin College, en 1844. Wofford participe à sa première expérience de la vie militaire, en 1847, lors de la guerre américano-mexicaine, où il est capitaine dans les Georgia Mounted Volunteers. Wofford quitte le service actif des volontaires le 12 juillet 1848, et par la suite travaille en tant que planteur, sert en tant que législateur d'État, puis devient avocat. En 1852, il est rédacteur en chef du journal de Cassville Standard,.

## Guerre de Sécession
Wofford a précédemment voté contre la sécession, mais il offre ses services à son État et à l'armée confédérée. Il est nommé colonel dans la milice de l'État de Géorgie, puis capitaine dans le 18th Georgia Infantry en avril 1861. Le 25 avril, Wofford est promu colonel, et sert en Caroline du Nord et en Virginie avant d'être affecté à la brigade du Texas du brigadier général John Bell Hood. Il participe aux combats à Yorktown, à Eltham's Landing, et à Seven Pines lors de la campagne de la Péninsule. Wofford et le 18th combattent aussi lors de deuxième bataille de Bull Run et à Antietam, où il commande la brigade du Texas.
En novembre 1862, Wofford et le 18th Georgia sont transférés dans la brigade de Géorgie du brigadier général Thomas R. R. Cobb. Ils combattent sous les ordres de Cobb à la bataille de Fredericksburg , en décembre, défendant le célèbre mur de pierre à la base de Marye's Heights. Cobb est mortellement blessé dans la bataille, et Wofford prend le commandement de sa brigade et est promu au brigadier général le 17 janvier 1863. Il mène la brigade, désormais dénommée brigade de Wofford, à Chancellorsville et Gettysburg, où il suit la brigade du Mississippi de William Barksdale lors de l'assaut sur le verger de pêchers tard dans l'après-midi du 2 juillet. Là, les hommes de Wofford repoussent les troupes de l'Union hors du champ de blé, mais doivent s'arrêter devant la nouvelle ligne de l'Union près de Little Round Top.
Voyageant vers la Géorgie avec le premier corps de Longstreet pour renforcer l'armée du Tennessee, Wofford arrive sur le champ trop tard pour participer à la bataille de Chickamauga. Son sort est inconnu lors du siège de Knoxville de Longstreet, dans le Tennessee. Wofford combat lors de la campagne de l'Overland dans la Wilderness et à Spotsylvania Court House, et est blessé lors des deux batailles. 
Lors de la campagne de la vallée de la Shenandoah, le 16 août 1864, le général Richard H. Anderson envoie la brigade de Wofford, avec celle de Wickham, traverser la Shenandoah à Guard Hill. Là, les troupes confédérés se heurtent à la brigade de Devin, et au cours d'une tentative de flanquement, les troupes de Wofford subissent des pertes et se retirent.
Il quitte l'armée de Virginie du Nord avant la campagne de Richmond-Petersburg et assume le commandement du sous-district de Virginie du Nord, du district de la Géorgie, département de la Caroline du Sud, la Géorgie, la Floride, le 20 janvier 1865, un poste qu'il occupe jusqu'à ce qu'il se rende à Kingston, en Géorgie, et est libéré sur parole à Resaca, Géorgie, le 2 mai 1865. Peu de temps après Wofford est gracié par le gouvernement des États-Unis le 24 juillet. Il commande le dernier groupe important de soldats confédérés à l'est du Mississippi lors de la reddition des troupes à l'Union.

## Après la guerre
Après la guerre Wofford est planteur et actif dans la loi, la politique des démocrates et l'éducation. En tant que délégué à la convention constitutionnelle de Géorgie de 1877, il plaide pour l'abrogation de la location des forçats, pour des prestations au profit des anciens combattants confédérés, et pour l'éducation des Afro-Américains. Beaucoup de ses idées apparaissent dans la plate-forme du parti populiste une décennie plus tard. Il meurt à Cass Station, Géorgie et est enterré dans le cimetière de Cassville à proximité.